# Romanzo siciliano (romanzo)
Romanzo siciliano è un'opera in stile gotico della scrittrice inglese Ann Radcliffe,  pubblicato anonimamente nel 1790.

## Trama e fortuna
La trama si concentra soprattutto sulla decadenza e gli intrighi della famiglia aristocratica dei Mazzini, vista dal punto di vista di una turista intrigata dalle storie di un monaco che incontra tra le rovine del loro castello sulle coste settentrionali della Sicilia.
L'introduzione alla edizione inglese 'World's Classics' spiega chiaramente che questa fu la prima vera opera gotica di Ann Radcliffe, la novella infatti esplora i misteri e gli orrori sepolti della potentissima aristocrazia siciliana.